# Cédric Lyard
Cédric Vincent Simon Lyard (Vif, 22 de enero de 1972) es un jinete francés que compitió en la modalidad de concurso completo.
Participó en los Juegos Olímpicos de Atenas 2004, obteniendo una medalla de oro en la prueba por equipos (junto con Arnaud Boiteau, Didier Courrèges, Jean Teulère y Nicolas Touzaint). Ganó una medalla de plata en el Campeonato Mundial de Concurso Completo de 2002, en la misma prueba.

## Palmarés internacional
| Juegos Olímpicos   | Juegos Olímpicos              | Juegos Olímpicos | Juegos Olímpicos |
| Año                | Lugar                         | Medalla          | Categoría        |
| ------------------ | ----------------------------- | ---------------- | ---------------- |
| 2004               | Atenas (Grecia)               | Medalla de oro   | Por equipos      |
| Campeonato Mundial |                               |                  |                  |
| Año                | Lugar                         | Medalla          | Categoría        |
| 2002               | Jerez de la Frontera (España) | Medalla de plata | Por equipos      |